# Ceața (film din 1980)
Ceața (în engleză The Fog) este un film american de groază din 1980 regizat de John Carpenter. Rolurile principale au fost interpretate de actorii Adrienne Barbeau, Tom Atkins și Jamie Lee Curtis.

## Distribuție
- Adrienne Barbeau - Stevie Wayne
- Tom Atkins - Nick Castle
- Jamie Lee Curtis - Elizabeth Solley
- Hal Holbrook - Father Malone
- Janet Leigh - Kathy Williams
- Nancy Loomis - Sandy Fadel
- Ty Mitchell - Andy Wayne
- Charles Cyphers - Dan O'Bannon
- James Canning - Dick Baxter
- John Houseman - Mr. Machen
- John F. Goff - Al Williams
- George Buck Flower - Tommy Wallace
- Regina Waldon - Mrs. Kobritz
- Darwin Joston - Dr. Phibes
- Rob Bottin - Blake
- John Carpenter - Bennett (nemenționat)